# سیارک ۶۳۹۰
سیارک ۶۳۹۰ (به انگلیسی: 6390 Hirabayashi، نامگذاری:1990BG1) شش هزار و سیصد و نودمین سیارک کشف شده‌است که در ۲۶ ژانویه ۱۹۹۰ کشف شد.
قدر مطلق سیارک برابر ۱۲٫۴۰ است.